# Gérard Blanc
Gérard Blanc (8 de diciembre de 1947 – 24 de enero de 2009) fue una cantante, guitarrista y actor francés.

## Biografía
Comenzó a cantan en la década de los 70 con la banda Martin Circus. En los 80, participó en la producción del primer álbum de la Estefanía de Mónaco y comenzó su carrera en solitario. En las listas pudo meter a cuatro de sus singles en Francia, como "Du soleil dans la nuit" (#10) y el éxito del verano "Une Autre Histoire" (#2 en 1987).

## Discografía en solitario

### Álbumes
- 1988 : Ailleurs pour un ailleurs
- 1991 : Noir et Blanc
- 1995 : À cette seconde-là !
- 1999 : Tout blanc
- 2003 : Mes Plus Belles Histoires
- 2008 : Les Plus Grands Succès de Gérard Blanc & Martin Circus
- 2009 : Made in Paris

### Singles
| Año                                                          | Single                                                 | Posición en lista | Posición en lista |
| Año                                                          | Single                                                 | FR                | QUE               |
| ------------------------------------------------------------ | ------------------------------------------------------ | ----------------- | ----------------- |
| 1987                                                         | "Une autre histoire"                                   | 2                 | 28                |
| 1988                                                         | "Du soleil dans la nuit"                               | 10                | —                 |
| 1988                                                         | "Sentiment d'océan"                                    | 35                | 33                |
| 1989                                                         | "Tonton bâton"                                         | 47                | —                 |
| 1989                                                         | "Lance un cri"                                         | —                 | 8                 |
| 1989                                                         | "Dans quelle vie"                                      | —                 | 31                |
| 1989                                                         | "Dis tout bas, dis"                                    | —                 | 5                 |
| 1990                                                         | "Je saurai que c'est toi"                              | —                 | 34                |
| 1990                                                         | "Après la musique"                                     | —                 | 22                |
| 1991                                                         | "Plus le temps"                                        | —                 | 2                 |
| 1991                                                         | "Un jour avant toi"                                    | —                 | 15                |
| 1995                                                         | "À quoi ça rime"                                       | —                 | —                 |
| 1995                                                         | "Bout d'chou"                                          | —                 | —                 |
| 1997                                                         | "Si tu m'aimes à cette seconde là"                     | —                 | —                 |
| 2003                                                         | "L'amour parle plus fort que les mots" (promo release) | —                 | —                 |
| 2006                                                         | "Pour la faire rêver" (promo release)                  | —                 | —                 |
| "—" denotes releases that did not chart or were not released |                                                        |                   |                   |

## Filmografía
- Thierry la Fronde (as Renaud)
- 1967 : Le Naufrage de Robinet
- 1971 : Les bidasses en folie
- 1979 : Les Bidasses en vadrouille (como Gérard)
- 1997 : Nettoyage à sec (como Bertrand)